# Herb Chełmży
Herb Chełmży – jeden z symboli miasta Chełmża w postaci herbu

## Wygląd i symbolika
Herb przedstawia na srebrnej tarczy czerwony ceglany kościół widziany od frontu z dwiema bocznymi wieżami i nawą środkową o spiczastym dachu oraz bramą dolną z rozetą nad otwartymi drzwiami. Okna w wieżach – srebrne, dach wież i brama – błękitne, okucia drzwi oraz kuliste zakończenie wieży środkowej – złote, rozeta – czarna.
Herb nawiązuje do chełmżyńskiej konkatedry.

## Historia
Wizerunek herbowy figuruje na pieczęciach miejskich od XIII wieku. Herb zatwierdzony został przez Ministerstwo Spraw Wewnętrznych 13 lutego 1937. Ponownie zatwierdzony przez Radę Miejską Chełmży 29 kwietnia 2003.